# کایام‌کولام
کایام کولام (به انگلیسی: Kayamkulam) یک منطقهٔ مسکونی در هند است که در بخش الاپوژا واقع شده‌است. کایام کولام ۲۱٫۷۹ کیلومتر مربع مساحت و ۶۸٬۶۳۴ نفر جمعیت دارد.